# Заїнський район
Заїнський район (рос. Заинский район, тат. Zəy rayonı, Зәй районы) — муніципальний район у складі Республіки Татарстан Російської Федерації.
Адміністративний центр — місто Заїнськ.

## Адміністративний устрій
До складу району входять 1 міське (м. Заїнськ) та 22 сільських поселень:
1. Аксаринське сільське поселення
2. Александро-Слободське сільське поселення
3. Багрязьке сільське поселення
4. Бегішевське сільське поселення
5. Бухарайське сільське поселення
6. Верхньоналимське сільське поселення
7. Верхньопинячинське сільське поселення
8. Верхньошипкинське сільське поселення
9. Гулькинське сільське поселення
10. Дуртмунчинське сільське поселення
11. Кадировське сільське поселення
12. Нижньобишевське сільське поселення
13. Новоспаське сільське поселення
14. Поповське сільське поселення
15. Поручиковське сільське поселення
16. Савалєєвське сільське поселення
17. Сармаш-Баське сільське поселення
18. Світлоозерське сільське поселення
19. Старо-Мавринське сільське поселення
20. Тюгеєвське сільське поселення
21. Урсаєвське сільське поселення
22. Чубуклинське сільське поселення